# Micralarctia nigripunctata
Micralarctia nigripunctata är en fjärilsart som beskrevs av Max Bartel 1903. Micralarctia nigripunctata ingår i släktet Micralarctia och familjen björnspinnare. Inga underarter finns listade i Catalogue of Life.